# Koeneniodes deharvengi
Koeneniodes deharvengi is een spinnensoort in de taxonomische indeling van de Palpigradi.
Het dier komt uit het geslacht Koeneniodes. Koeneniodes deharvengi werd in 1981 beschreven door Condé.